# Passaggio della Chiusella
Il passaggio della Chiusella  si combatté il 26 maggio 1800 nell'ambito della guerra della Seconda coalizione. L'esercito francese, comandato da Jean Lannes, superò il fiume Chiusella e sconfisse le forze del generale austriaco Hadik che si erano fermate per impedirne il passaggio.

## Contesto storico
Dopo la propria ascesa al potere come Primo Console, Napoleone doveva trovare il modo di consolidare rapidamente la propria posizione. Il modo più semplice e rapido per farlo era ottenere una rapida e schiacciante vittoria sugli austriaci, loro principali rivali nel continente dopo che i russi avevano abbandonato la coalizione nei primi mesi del 1800.
Dopo che l'Armata d'Italia era stata messa sotto assedio a Genova, una corsa contro il tempo attendeva il generale corso: doveva trovare il modo di arrivare in Italia e forzare una battaglia campale contro le forze austriache, se non per salvare i suoi soldati, almeno per tentare di vincere la guerra. Ebbe così inizio la celebre manovra attraverso le Alpi dell'Armata di Riserva.

## Antefatti

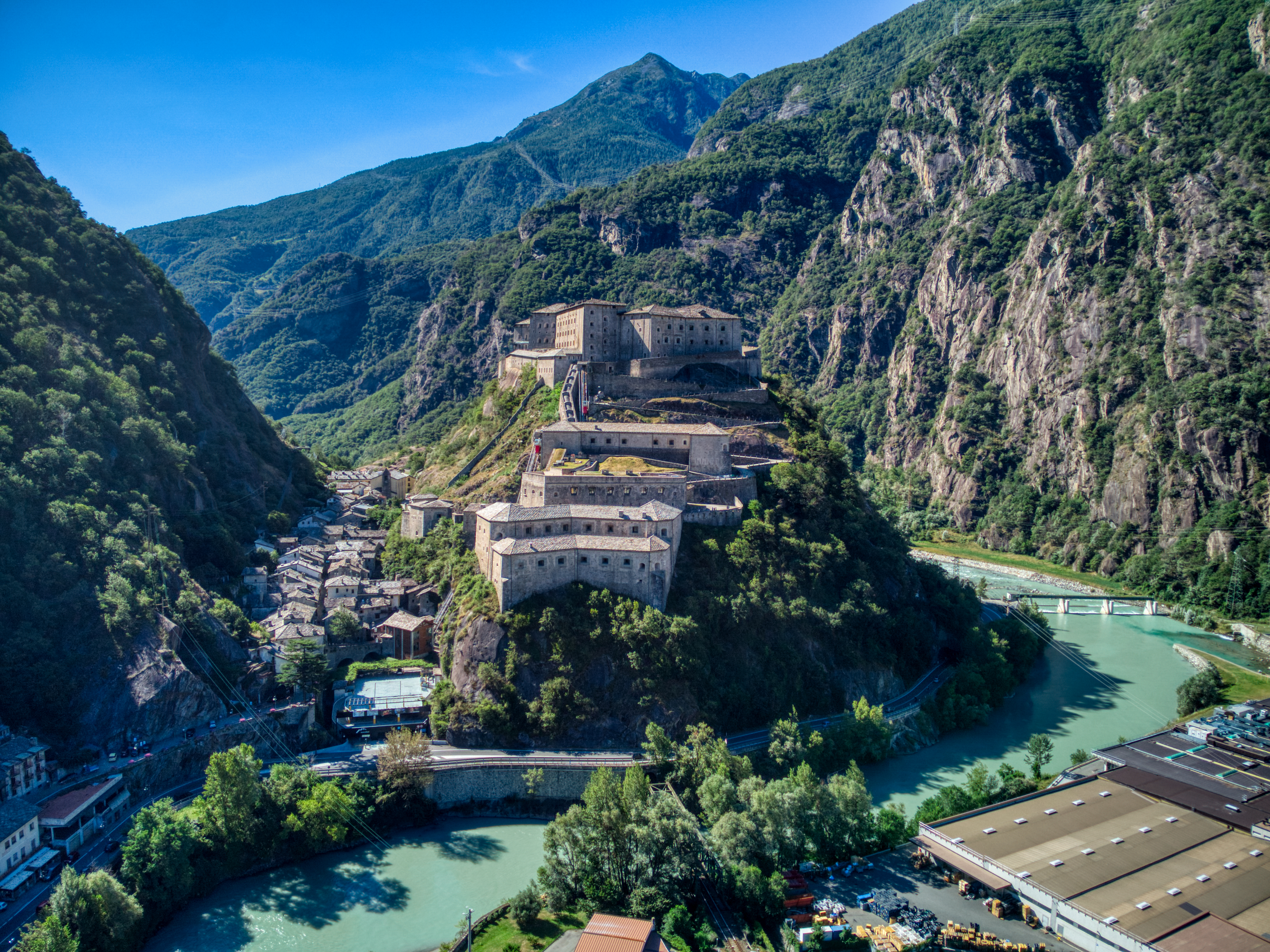
Forte di Bard

Superati il Colle del Gran San Bernardo e le prime truppe austriache di stanza a Châtillon, Napoleone dovette fermare la propria avanzata di fronte all'imponente Forte di Bard. La fortezza, che occupava un punto cruciale per il passaggio dei francesi nella valle della Dora Baltea, si era rifiutata di arrendersi ed impediva ai repubblicani di passare. Un assalto era stato tentato ma il forte aveva resistito ed i francesi avevano subito diverse perdite. Non potendo rimanere bloccati a lungo, i francesi cercarono una strada alternativa e la trovarono: fu indicato loro un piccolo passaggio che gli avrebbe condotti in una valle parallela, lontano dagli occhi austriaci e dai cannoni del Forte di Bard. Unico prezzo da pagare era l'artiglieria: non sarebbe stato possibile portarla su tale strada e quindi avrebbe dovuto attendere la conquista del forte per poter passare e scendere in pianura. Napoleone indicò di procedere lungo il nuovo sentiero ed abbandonare momentaneamente l'artiglieria. A condurre l'avanzata dei francesi vi era l'avanguardia del generale Lannes, fidato sottoposto di Napoleone sin dai tempi della prima campagna italiana e dalla spedizione in Egitto.
Dopo pochi giorni, il 24 maggio, l'avanguardia era arrivata davanti a Ivrea, dove da otto giorni si trovava una divisione nemica di 5000 o 6000 uomini. I difensori avevano già iniziato l'armamento di questa piazza e nella cittadella quindici cannoni erano già in batteria. Tuttavia di questa divisione di 6000 uomini ve n'erano 3000 di cavalleria, poco adatti alla difesa d'Ivrea, e la fanteria era quella che già era stata battuta a Châtillon pochi giorni prima dallo stesso Lannes. La città, attaccata da una parte dal generale Lannes e dall'altra dal generale Watrin, fu presto catturata, così come la cittadella, dove si trovarono numerose provviste di ogni genere. Il nemico si ritirò dietro la Chiusella, e prese posizione a Romano per coprire Torino.
Il generale austriaco non aveva capito le manovre dell'Armata di Riserva. Vedendolo dirigersi verso Ginevra, credette che Bonaparte volesse soltanto fare una forte deviazione nel nord del Piemonte, per liberare Genova. Ritenne quindi sufficiente distaccare prima un corpo di 7 000 uomini per coprire Torino, dove trasferì poi il suo quartier generale con una seconda divisione, lasciando però il grosso delle sue forze davanti a Genova (il generale Ott, con 30 000 uomini) e sul Var (il generale Elsnitz, con 18 000 uomini). Questa seconda divisione portò a 18 000 combattenti il numero delle truppe di cui disponeva per contrastare la marcia dell'esercito di riserva.

## La battaglia

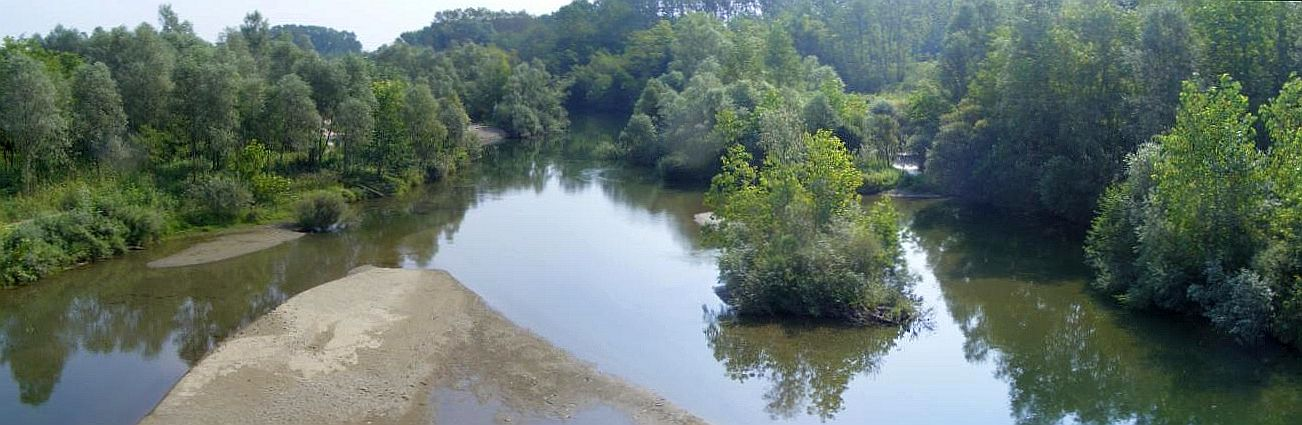
Chiusella nei pressi del luogo dello scontro

Il generale Haddick, al quale fu affidato questo compito, ricevette da Torino rinforzi che aumentarono le sue forze a otto battaglioni e trenta squadroni; divise le sue truppe in cinque distaccamenti e presidiò San Martino. Il generale Festenberg, di stanza a Vercelli, aveva sotto il suo comando dieci squadroni; dodici squadroni coprivano Vische e Chivasso. Il generale Palfy, alla testa di tre battaglioni e otto squadroni, difendeva le alture di Romano. Infine due battaglioni presidiavano il ponte della Chiusella.

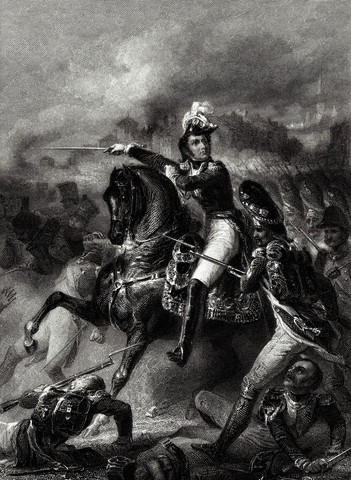
Lannes in azione con la cavalleria

Lannes fece attaccare questa postazione dalla 6ª Leggera, agli ordini del colonnello Maçon, che fu leggermente scossa dal fuoco di cinque cannoni. Gli austriaci se ne accorsero e, credendo che si stesse per arrendere, ebbero l'imprudenza di attraversare il ponte per caricarla. Tuttavia, dopo un temporaneo successo contro i primi plotoni, furono vigorosamente respinti. Maçon, irritato dagli ostacoli che la sua semibrigata incontrò al ponte, si gettò con i suoi granatieri nel Chiusella e costrinse il nemico ad abbandonare la posizione. Palfy discese dalle alture di Romano, e per riprendere il ponte, si avventò alla testa di quattro squadroni sui francesi che lo accolsero vigorosamente, colpendolo a morte. Le sue truppe, senza condottiero, furono rapidamente riportate a Romano.
Haddick, vedendo la sua cavalleria impegnata in un terreno fitto e sfavorevole alla sua azione, la fece ritirare nei campi di Montaleghe. La fanteria repubblicana seguiva il nemico con il consueto ardore, quando una colonna di 2 000 cavalli, composta dagli squadroni di Palfy e da truppe fresche richiamate da Vische e Chivasso, lo prese di fianco, lo caricò, lo disperse sull'altopiano e fin sul piedi dei monti, e continuando una rapida manovra, ritornò a Romano. Questo fu il momento in cui la brigata francese di Malher arrivò da sola. La confidenza che un primo successo aveva spronato la cavalleria austriaca fu rapidamente perduta; attaccarono in formazione la fanteria di Malher ma, dopo un leggero vantaggio, fu a sua volta costretta a battere in ritirata, verso il fiume Orco, che Haddick attraversò indisturbato per arrivare a Foglizzo, sebbene tale attraversamento necessitò circa otto ore.

## Conseguenze
Nel frattempo, il quartier generale di Bonaparte fu stabilito ad Ivrea. Thurreau aveva forzato il passo di Susa e si era stabilito a Bassolino. Bethencourt, dopo una marcia difficile e dopo aver trionfato su ostacoli maggiori di quelli che l'esercito aveva dovuto superare al Gran San Bernardo, si mosse verso il Forte di Arena. Moncey, con il distaccamento dell'esercito tedesco, discese il San Gottardo ed entrò nei baliati italiani. Il piano di Napoleone stava procedendo così perfettamente che von Melas ancora non sapeva nulla del suo arrivo in Piemonte.
Il passo successivo era superare il Ticino e raggiungere Milano: questo avrebbe tagliato fuori von Melas dalle linee di comunicazione con Vienna e l'avrebbe forzato a confrontarsi con Bonaparte ed i suoi uomini.

## Censura sugli eventi della battaglia
Le cifre dei caduti in battaglia sono state vittima della censura del periodo napoleonico. Sebbene si convenga che lo scontro fu vinto dai francesi, le reali perdite di entrambe le parti furono gonfiate o ridotte per favorire le imprese francesi agli occhi dei cittadini della nazione transalpina. Lo stesso fu fatto, sebbene in verso opposto anche dalle forze austriache, che gonfiarono le perdite francesi in modo che lo scontro apparisse come una loro netta vittoria.

### Rapporto del Generale di divisione Watrin a Berthier
La rotta era completa, e noi avremmo preso la loro artiglieria e fatto molti prigionieri, se la sua ritirata non fosse stata sostenuta da una cavalleria quattro volte superiore alla nostra. La truppa lo inseguiva accanitamente fino a Romano di cui difendeva ancora le alture, allorché più di 4000 uomini di cavalleria ci caricarono con vigore nella pianura che si trova al piede di Romano; la 40a, comandata dal Generale Malher, e la 22a, coraggiosamente diretta dal capo di brigata Schreiber, sostennero alla baionetta quelle cariche col più grande sangue freddo, aspettando l'arrivo del 12° usseri e del 21° cacciatori a cavallo che posero finalmente termine al combattimento.
La cavalleria nemica fu respinta e messa nella rotta più completa; più di 200 cavalli dei dragoni de la Tour rimasero sul campo di battaglia, 5 ufficiali rimasero uccisi, più di 200 cavalieri e fantaccini nemici furono uccisi, presi e feriti; ci vollero tutto il vigore e la bravura delle truppe per resistere a degli attacchi e a delle cariche così ripetute.
Appena avrò raccolto il numero degli uomini uccisi o feriti, e di quelli che si sono più specialmente distinti, avrà l'onore di indirizzarvene lo stato e di domandarvi qualche promozione pei valorosi. La forza del nemico era di circa 6000 uomini di fanteria e 4000 di cavalleria.
Saluti e rispetto.	Watrin ”.»
(Documento Originale Romano Pratile anno VIII 26 maggio 1800)

### Rapporto del 27 Maggio del Generale Berthier al Primo Console
Noi abbiamo avuto 250 uomini uccisi o feriti; si conta fra questi ultimi il cittadino Sarret, capo di battaglione della 6ª leggiera ed il cittadino Dumont, capo di battaglione della 22ª di linea»
(Documento Originale Pratile 27 maggio 1800)

### Estratti dal giornale della campagna Armata di riserva dell'Aiutante Comandante Brossier
L'avanguardia, agli ordini del luogotenente generale Lannes, e appoggiata dalla divisione Boudet dal 21° cacciatori e dal 12° usseri, marciava per la grande strada di Torino verso il nemico che si era trincerato al ponte della Chiusella in forze considerevoli. La sua fanteria era di circa 6000 uomini, composta dei reggimenti Kinsky, Bannats, Toscana, Wallis, le guardie del Re di Sardegna e Savoia; e la sua cavalleria forte di 4000 uomini era composta dei dragoni la Tour, di vari reggimenti di usseri e di qualche corpo di grossa cavalleria.
La 6a leggiera ben vigilata sui fianchi e l'arma al braccio tenta il passaggio del ponte della Chiusella difeso da 4 pezzi d'artiglieria in batteria; i reggimenti Kinsky e Bannats si precipitano con furore su di lei e la forzano a battere un momento in ritirata; ma il capo di brigata Macon che la comandava si getta nell'acqua fino al collo sulla sinistra del ponte e sotto un fuoco terribile di mitraglia ”.(Nel rapporto di Berthier al Primo Console si precisa che due furono i battaglioni che si gettarono in acqua). “ Il nemico prossimo ad essere girato sul ponte prende posizione alla cresta della montagna ” (era un'alta ripa di fiume, non una montagna, come vedremo esaminando il quadro); è inseguito dalla 6ª leggiera e dalla 28ª comandata dal Generale Gency; lo si respinge ancora e si riforma un po' più in là; il combattimento continua con accanimento. Le nostre intrepide truppe erano sul punto di mancare di cartucce ed avrebbero forse piegato, allorché la divisione Boudet che formava la retroguardia si mette in moto, passa il ponte, s'impadronisce del combattimento ed insegue il nemico fin dentro la pianura, al piede di Romano. Già la rotta del nemico era completa e la sua artiglieria stava per essere presa, allorché la sua cavalleria forte di 4000 uomini si spiega e carica con vigore.
La 40a comandata dal Generale di brigata Malher e la 22a diretta dal capo di brigata Schreiber arrivano in questo momento sul campo di battaglia, dopo aver effettuato il passaggio della Chiusella, alla destra ed a monte del ponte; esse si riuniscono ai loro valorosi fratelli d'arme e sostengono tutte insieme, la baionetta in avanti, con quel sangue freddo che non appartiene che alla fanteria francese, le cariche ripetute della cavalleria. Il 21° cacciatori e il 12° usseri arrivano alla loro volta, precipitano sul nemico, già scosso dalla resistenza che trova, essi completano la sua rotta e lo inseguono fino a Chivasso.
Più di 200 cavalli del solo reggimento de la Tour rimasero sul campo di battaglia. Il nemico ebbe 5 ufficiali uccisi e circa 500 uomini feriti. Il Generale Palfi, comandante la cavalleria, è nel numero dei primi; 60 prigionieri furono fatti. La perdita dei francesi è di circa 400 uomini uccisi o feriti.
I risultati di questa giornata presentano un doppio vantaggio: d'aver favorita la marcia del Generale Murat su Vercelli, e quello d'aver dato all'armata l'esempio di ciò che possono l'intrepidezza ed il sangue freddo della fanteria contro l'arma di cavalleria.»
(Giornale della Campagna Armata di Riserva Pratile 6 Maggio 1800)

### Estratto della Rivista militare austriaca «Œsterreichische militärische Zeitschrift» t. 26, p. 187-190.
“ Da Vische a Chivasso si trovavano il Generale Pilati col reggimento dei dragoni Lobkowitz. Il Generale de Bniey osservava con 13 compagnie, presso San Martino, la strada che conduce da Ivrea a Castellamonte. Sulla riva destra della Dora si trovava la brigata di cavalleria Festenberg; essa aveva occupato, con due squadroni, Santhià sul Naviglio e, con due altri Cigliano; il resto si trovava davanti a Vercelli. Questi ultimi coprivano la grande strada verso Milano.
L'avanguardia nemica si era, dopo la presa d'Ivrea, concentrata fra Banchette e Samone, aveva raggiunto Bollengo sulla riva destra della Dora, e aveva occupato leggermente Biella. Bonaparte e Berthier erano arrivati a Ivrea (abbiamo visto che Bonaparte vi arrivò solo la sera del 26). Essi erano dunque riusciti a raggiungere la pianura prima che gli austriaci avessero conosciuto la portata e lo scopo delle loro operazioni ed avessero potuto prendere una risoluzione contro tale impresa. Ma per dare plus d'air alle sue truppe, Bonaparte fece attaccare, presso Romano, il 26, alle 4 del mattino, il feldmaresciallo luogotenente Haddick. La divisione Boudet e due reggimenti di cavalleria furono dati a Lannes come rinforzi. Il picchetto austriaco, che si trovava davanti al ponte, lo ripassò all'avvicinarsi della colonna nemica. Subito i francesi cominciarono a spiegarsi in scaglioni ed accennarono a dare l'assalto al ponte.
Haddick fece avanzare una batteria, e con un vivo fuoco di cannoni e di fucili tentò d'impedire il passaggio a viva forza del torrente, La 6a mezza brigata leggiera, sotto gli ordini del Generale Macon, giunse tuttavia sino al ponte.
In quel momento, il maggiore Weis, del reggimento di Franz-Kinsky, fece passare al passo di corsa il ponte al suo battaglione. Il nemico fuggì, ma un mortale fuoco di fucili obbligò il Maggiore a tornare a riprendere la sua antica posizione sull'altra sponda della Chiusella. Il combattimento durava già da tre ore e tutti i tentativi rinnovati dai francesi per impadronirsi del ponte erano riusciti vani. Il Generale Macon prese allora la risoluzione di girano. Egli si precipitò pel primo nella Chiusella. Le sue truppe lo seguirono ed egli raggiunse l'altra riva. Lannes fece sostenere questo movimento girante da un attacco di fronte, e gli austriaci furono così obbligati ad abbandonare il ponte al nemico. In quel momento il Conte Palfy volle riconquistare il ponte colla cavalleria. Egli si mise alla testa dei quattro squadroni che si trovavano in prima linea, ma fu mortalmente ferito da una palla.
Egli soccombette qualche ora dopo.
Il feldmaresciallo luogotenente Haddick non poté fare alcun uso della sua cavalleria in quel terreno coperto di ceppaie e di cespugli. Egli diede in conseguenza l'ordine al Generale Pilati, che aveva preso il comando della cavalleria in surrogazione del Palfy, di prendere posizione sul terreno più favorevole di Montalenghe. Egli voleva, colla fanteria, disputare il terreno passo a passo ed assicurarsi, colla cavalleria, il passaggio dell'Orco presso Foglizzo. I francesi occuparono Romano e si avanzarono in varie colonne, delle quali quella sul grande stradale era la più forte. Questa era arrivata ad un quarto d'ora di cammino da Montalenghe allorché urtò contro il primo distaccamento di cavalleria austriaco composto di due squadroni di dragoni dell'Imperatore, sotto gli ordini del Maggiore Vescey. Quest'ultimo appena scoperto dal nemico fece suonare la carica e si precipitò sulla colonna che trovavasi sullo stradale.
Il generale Pilati sostenne questo attacco. La cavalleria nemica s'affrettò ad accorrere, ma troppo tardi. La fanteria sullo stradale era già dispersa. Essa fuggì in parte nella montagna ed in parte verso Romano. Sostenuti da squadroni freschi, i dragoni austriaci raggiunsero essi pure Romano, ove il generale francese Malher con due mezze brigate era appena arrivato. Per non lasciare a queste ultime il tempo di spiegarsi, Pilati attaccò rapidamente ed uccise gran numero di nemici. Ma siccome il feldmaresciallo luogotenente Haddick non era più in condizioni di raggiungere le alture di Romano con la sua fanteria, si ritirò lentamente per lo stradale colla cavalleria e diede così il tempo alla sua fanteria di passare l'Orco a Foglizzo. I francesi non disturbarono questo movimento. Solo un distaccamento nemico che era stato inviato nella montagna si mostrò sul fianco. Il Generale de Briey, contro la posizione del quale, a San Martino, i francesi nulla avevano intrapreso, si ritirò su Agliè. Il feldmaresciallo luogotenente Haddick fece, in otto ore, traversare il torrente alle sue truppe su due ponti volanti, a Foglizzo. Egli mandò un battaglione per Chivasso fino a Casale, con missione di raccogliere tutte le barche sulla riva destra del Po e di occupare Casale e Verrua. Dietro l'Orco Haddick prese posizione fra S. Benigno e Bosconero. I dragoni di Lobkowitz occuparono Chivasso. Le perdite del feldmaresciallo luogotenente Haddick in questo combattimento furono, fra morti e feriti, di 348 uomini e 216 cavalli, ma quelle dei francesi raggiunsero circa 1700 uomini.»
(Österreichische militairische Zeitschrift t. 26, pp. 187-490.)